# Cylindrolaimus communis
Cylindrolaimus communis är en rundmaskart som beskrevs av De Man 1880. Cylindrolaimus communis ingår i släktet Cylindrolaimus och familjen Axonolaimidae. Inga underarter finns listade i Catalogue of Life.